# Баба Докия
Баба Докия (на румънски: Baba Dochia) е румънски митологичен персонаж, свързван с идването на пролетта. Името ѝ се свързва с това на християнската мъченица Евдокия Илиополска, чиято памет се отбелязва от Православната църква на 1 март. Понякога е представяна като стара жена, ругаеща месец март, докато изкарва стадото си на паша.